# Ciconia Aarhus Privathospital
Ciconia Privathospital Aarhus er et privat drevet sygehus i Aarhus-forstaden Højbjerg. 
Privathospitalet etableredes i 1984 af speciallæge Karsten Petersen med speciale i fertilitet. Dette område er stadig i dag i særlig fokus, men der arbejdes også indenfor plastikkirurgi, gynækologi, karkirurgi, knækirurgi samt øre- næse- og halskirurgi.
 Der er for få eller ingen kildehenvisninger i denne artikel, hvilket er et problem. Du kan hjælpe ved at angive troværdige kilder til de påstande, som fremføres i artiklen.

|  | Denne artikel om en bygning eller et bygningsværk kan blive bedre, hvis der indsættes et (bedre) billede. Du kan hjælpe ved at afsøge Wikimedia Commons for et passende billede eller lægge et op på Wikimedia Commons med en af de tilladte licenser og indsætte det i artiklen. |

56°7′5.42″N 10°11′26.74″Ø / 56.1181722°N 10.1907611°Ø